# Wust-Fischbeck
Wust-Fischbeck est une commune allemande de l'arrondissement de Stendal, Land de Saxe-Anhalt.

## Géographie
La commune comprend les quartiers de Briest, Fischbeck, Kabelitz, Melkow, Sydow, Wust, Wust Damm et Wust Siedlung.
|             | Schönhausen    |              |
| Tangermünde | Wust-Fischbeck | Milower Land |
|             | Jerichow       |              |

Fischbeck se trouve sur la Bundesstraße 107, près du croisement avec la Bundesstraße 188.

## Histoire
Wust-Fischbeck est née de la fusion le 1er janvier 2010 des communes de Fischbeck et Wust.

## Personnalités liées à la ville
- Wilhelm Herrmann (1846-1922), théologien né à Melkow.
- Hans Heinrich von Katte (1681-1741), maréchal de l'armée prussienne, né à Wust